# Pat Carroll
Patricia Ann Carroll (5. května 1927 Shreveport – 30. července 2022 Cape Cod) byla americká herečka a komička. Byla známá namluvením Ursuly v Malé mořské víle a účinkováním v pořadu CBS The Danny Thomas Show, v sitcomu ABC Laverne & Shirley a v seriálu NBC Pohotovost. Carroll získala ceny Emmy, Drama Desk a Grammy a byla nominována na cenu Tony.